# Клапан-термостат

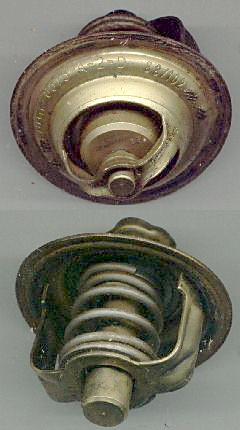
Клапан-термостат автомобільного двигуна

Кла́пан-термоста́т (англ. wax thermostatic element — восковий термостатичний елемент) або просто — термоста́т — елемент рідинної системи охолодження двигуна внутрішнього згоряння, що керує розподілом потоків охолодної рідини між двигуном і радіатором.
В результаті його роботи забезпечується швидке прогрівання двигуна при запуску та підтримання оптимального температурного режиму на всіх режимах роботи. Термостат в системі охолодження двигуна застосовується з 1922 року.
Місце розташування термостата визначається типом і моделлю двигуна, а також конструкцією його системи охолодження. Термостат, у більшості своїй, розташований на виході з головки блоку циліндрів або на вході помпи охолодної рідини. На сучасних двигунах встановлюється термостат з твердим наповнювачем, здатним змінювати свій об'єм залежно від температури.

## Історична довідка
Дослідження, проведені в 1920-х роках, показали, що зношування циліндра посилюється конденсацією пального при контакті з холодною стінкою циліндра, яке видаляло масляну плівку. Розробка автоматичного термостата у 1930-х роках вирішила цю проблему, забезпечивши швидке прогрівання двигуна.
Перші термостати використовували герметичну капсулу з органічною рідиною з температурою кипіння трохи нижчою від бажаної температури відкриття. Ці капсули були виконані у формі циліндричного сильфона. Коли рідина закипала всередині капсули, сильфон капсули розширявся, відкриваючи латунний клапан всередині термостата. Оскільки ці термостати мали невисоку надійність, вони були розроблені для легкої заміни під час обслуговування, зазвичай, завдяки установці під патрубком для випуску охолодної рідини у верхній частині блоку циліндрів. Це місце було зручним ще тим, що це була гаряча доступна частина контуру охолодження, що забезпечувало швидку реакцію при нагріванні.
Розробки з охолодження високопродуктивних авіаційних двигунів у 1930-х роках призвела до переходу на герметичні системи охолодження, що стали звичайним явищем на повоєнних автомобілях. Оскільки точка кипіння води збільшується зі збільшенням тиску, ці системи під тиском можуть працювати за більш високої температури без кипіння. Це підвищило як робочу температуру двигуна, і, отже, його ефективність, і питому теплоємність охолодної рідини, що дозволило використовувати менші системи охолодження, які вимагали меншої потужності помпи. Недоліком сильфонного термостата було те, що він також був чутливим до змін тиску, тому іноді він міг примусово закритися під тиском, що призводило до перегріву. Новий тип наповнювача на основі воску, що має незначну об'ємну стискуваність, завдяки чому він є нечутливим до змін тиску. Першу конструкцію термостата з восковим наповнювачем запатентував Сержюс Верне (Sergius Vernet) у 1934 році. В іншому конструкція є ідентичною до попереднього типу. Багато автомобілів 1950-х років, які спочатку були випущені з сильфонним термостатами, пізніше обслуговувалися із встановленням воскових капсульних термостатів без будь-яких змін конструкції.
У цій найпоширенішій сучасній формі термостата використається воскова гранула всередині герметичної камери. Замість фазового переходу «рідина-пара» тут використовується перехід «тверде тіло-рідина», яке для парафінів супроводжується суттєвим збільшенням об'єму. Віск залишається твердим за низьких температур, а при нагріванні двигуна віск плавиться і розширюється. Герметична камера керує штоком, що відкриває клапан при перевищенні робочої температури. Робоча температура фіксована, але визначається конкретним складом воску, тому термостати цього типу можуть забезпечувати підтримання різних температур.

## Будова
Конструктивно термостат є термочутливим клапаном, який розміщений в латунній рамці. Клапан виконаний у вигляді тарілки, поміщеної у корпус. Корпус виконує роль циліндра, в який вставлений шток. Шток одним кінцем впирається у верхню рамку термостата, іншим — в гумовий буфер в корпусі. Між корпусом і гумовим буфером розміщений термочутливий елемент, що складається із суміші кристалічного воску (церезину) й міді.

## Принцип роботи

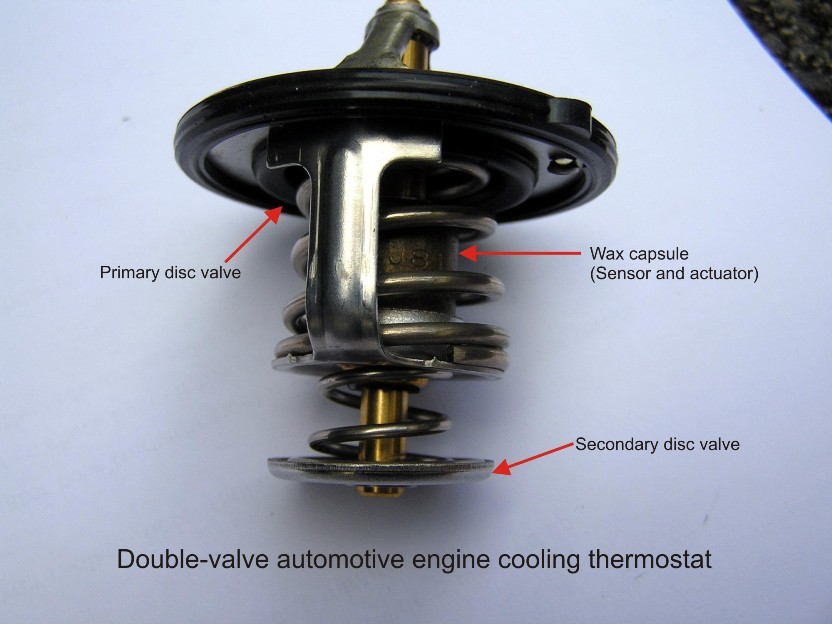
Двоклапанний термостат

При запуску холодного двигуна клапан-термостат закритий. Охолодна рідина, що виходить з блоку циліндрів, знову туди повертається, чим забезпечується швидкий прогрів двигуна. Нагрівання охолоджувальної рідини до температури 80…90 °С призводить до початку відкриття термостата. При даній температурі термоелемент розплавляється та збільшується в об'ємі. Збільшення об'єму термочутливого елемента супроводжується переміщенням корпусу термостата по штоку (шток переміщатися не може, тому що закріплений на верхній частині рамки). Тарілка клапана, долаючи зусилля зворотної пружини, починає відкриватися. Частина охолодної рідини починає циркулювати через радіатор і там охолоджуватися.
При подальшому зростанні температури охолодної рідини термостат все більше відкривається, і, відповідно, все більше рідини проходить через радіатор. Термостат повністю відкритий при температурі порядку 95…105 °С. При різних режимах роботи двигуна постійно відбувається зміна величини відкриття термостата, чим досягається підтримання оптимального температурного режиму роботи двигуна.
На двигунах можуть встановлюватись різні види термостатів: одноклапанний, двоступінчастий, двоклапанний, а також термостат з електронним керуванням.
Одноклапанний термостат має найпростішу будову. Особливості його конструкції та принципу роботи було описано вище. Це найпоширеніша конструкція, що знайшла застосування у всіх виробників автомобілів.
Різновидом одноклапанного термостата є двоступінчастий термостат. У деяких системах охолодження створюється високий тиск охолодної рідини, який клапану термостата досить складно подолати. Для таких випадків розроблено конструкцію термостата, у якої клапан складається з двох тарілок — малої та великої. Спочатку відкривається мала тарілка (декомпресор), оскільки для подолання притискної сили від тиску їй потрібно менше зусилля. При відкритті мала тарілка тягне за собою велику тарілку, яка повністю відкриває прохід для охолодної рідини.
Двоклапанний термостат має два клапани (дві тарілки), розташовані в одному корпусі. Перший (основний) клапан закриває велике коло охолодної рідини. Другий (перепускний) клапан керує потоком у малому колі. Клапани працюють у парі — коли один закриває, інший відкриває відповідний контур.
Найдосконалішим є термостат з електронним керуванням, що забезпечує різні температурні режими для різних режимів роботи двигуна. Конструктивно це звичайний одноклапанний термостат, у термоелемент якого додано нагрівний резистивний елемент. Керування нагрівом здійснюється від блоку керування двигуном. Така конструкція термостата дозволяє реалізувати температурний режим 95…110°С при неповному навантаженні двигуна і 85…95°С при повному навантаженні. Результатом застосування електронного термостата є зниження витрати пального, а також деяке зростання потужності за рахунок інтенсивнішого охолодження повітря, що засмоктується.
На деяких двигунах встановлюється два термостати, наприклад, у двоконтурній системі охолодження. Один термостат відповідає за контур головки блоку циліндрів та підтримує в ньому температуру 87°С. Інший термостат встановлений у контурі охолодження блоку циліндрів. Робоча температура там вища — 105°С. Така схема системи охолодження використовується зокрема на двигунах TSI і дозволяє досягти певного збільшення потужності за рахунок додаткового охолодження повітря.